# Никола Лунић
Никола Лунић (Дрниш, 26. март 1966) јесте председник Српског привредног друштва Привредник.

## Биографија
У Дрнишу је завршио основну и средњу школу. Дипломирао је на Филозофском факултету Универзитета у Загребу компаративну књижевност и филозофију.
Неколико година је радио у Издавачком предузећу Просвјета из Загреба. Сада је уредник у властитом издавачком предузећу Еурокњига из Загребa у којем је до сада приредио и уредио више од сто књига домаћих и страних аутора.
Актуелни је председник Српског привредног друштва Привредник. На функцији је од 21. септембра 2007. године у трећем мандату. Од његовог доласка на место председника Привредник је покренуо најзначајније пројекте од обнављања рада 1993. године. Покренут је Фонд Владимир Матијевић за стипендирање надарених ученика и студената слабијих имовинских могућности као и Фонд Ивана Вујновић за стипендирање одличног студента. Иницира је и покренуо лист Привредник који од 2007. године излази као подлистак у недељнику Новости чији је уредник до данас.
Уредник је зборника текстова Српско привредно друштво Привредник - кроз три вијека као и један од аутора зборника којег је Привредник издао у лето 2009. године. Аутор је изложбе докумената поводом 110 година од оснивања Привредника у септембру 2007. године. Пре мандата председника Привредника био је и председник Управног одбора Привредника две године док је председник био Никола Врцељ.
Члан је Већа српске националне мањине Града Загреба од 2011. године.
На предстојећим изборима за Европски парламент у Хрватској налази се на независној листи Ивана Јаковчића.